# Youssef Mariana
Youssef Mariana (Marrakesh, 13 mei 1974) is een Marokkaans voormalig voetballer die doorgaans als middenvelder speelde. Hij was van 2000 tot en met 2004 actief in de Eredivisie, in het shirt van Willem II.
Mariana stroomde door vanuit de jeugd van Kawkab Marrakech, waarvoor hij ook een aantal jaar in het eerste elftal speelde. Hij tekende in juli 2000 bij Willem II. Hiervoor speelde hij in de volgende vier seizoenen 92 competitiewedstrijden, waarin hij vier keer scoorde. Na het seizoen 2003/04 werd zijn contract in Tilburg niet verlengd, waarop hij tekende bij Wydad Casablanca in zijn geboorteland. Van 2005 tot 2010 speelde hij weer voor Kawkab Marrakech, waarvan hij ook aanvoerder was.
Mariana speelde tijdens de African Cup of Nations 2000 en de kwalificatierondes voor het WK 2002 in 1999 en 2000 in totaal tien keer voor het Marokkaans voetbalelftal.
Mariana werd in december 2016 assistent-trainer bij Kawkab Marrakech. Hij was van april 2017 tot en met april 2018 hoofdtrainer van diezelfde club. Mariana werd in november 2019 assistent-trainer bij Ittihad Tanger.

## Clubstatistieken
| Seizoen    | Club             | Competitie           | Wedstrijden | Doelpunten |
| ---------- | ---------------- | -------------------- | ----------- | ---------- |
| 1994-1999  | Kawkab Marrakech | GNF 1                | -           | -          |
| 1999-2000  | Al Shabab        | Saudi Premier League | -           | -          |
| 2000-2004  | Willem II        | Eredivisie           | 92          | 4          |
| 2004-2005  | Wydad Casablanca | GNF 1                | -           | -          |
| 2005- 2010 | Kawkab Marrakech | GNF 1                | -           | -          |